# John C. Gittins
John Charles Gittins (* 1938) ist ein britischer Mathematiker, der sich mit Stochastik befasst.
Gittins war 1961 bis 1964 Wissenschaftler in Operations Research in der Steel Company of Wales in Port Talbot. 1967 bis 1974 war er  Assistant Director of Research (Management Studies) im Department of Engineering der Universität Cambridge. 1967 bis 2005 war er University Lecturer in Statistik an der University of Oxford, davon sechs Jahre als Fakultätsvorstand, und Senior Mathematics Tutor am Keble College in Oxford. 1992 erhielt er einen D.Sc. in Oxford und 1996 erhielt er dort den Professoren-Titel.
Er wurde 1968 an der University of Wales bei Dennis Lindley promoviert (Optimal resource allocation in chemical research).
Für die Bestimmung des optimalen Stopp-Zeitpunkts zum Beispiel von klinischen Tests von Medikamenten oder dem Spiel an Automaten führte er 1979 den Gittins-Index ein.
Gittins erhielt 1981 den  Rollo-Davidson-Preis und erhielt 1984 die Guy Medal in Silber der Royal Statistical Society.

## Schriften
- Multi-Armed Bandit Allocation Indices, Wiley 1989
- mit S. W. Bergman: Statistical Methods for Pharmaceutical Research Planning, CRC Press, 1985
- mit H. Pezeshk: „How Large Should a Clinical Trial Be?“, The Statistician, Band 49, 2000, S. 177–187
- mit G. Harper: „Bounds on the Performance of a Greedy Algorithm for Probabilities“. Mathematics of Operations Research, Band 26, 2001, S. 313–323
- „Stochastic Models for the Planning of Pharmaceutical Research“, Journal of Statistical Theory and Applications, Band 2, 2003, S. 198–214.
- mit  K. D. Glazebrook, R. R. Weber: Multi-Armed Bandit Allocation Indices, 2. Auflage, Wiley 2011